# Salvador Sediles
Salvador Sediles Moreno, né le 23 juin 1897 et mort le  28 septembre 1936 à Tolède, est un général espagnol, dirigeant militaire des forces républicaines pendant la guerre civile espagnole.

## Biographie
Il devient capitaine d'artillerie dans l'armée espagnole. Il fait partie du soulèvement de Jaca avec Fermín Galán et Ángel García Hernández. Il s'échappe en France. Il est condamné à mort par contumace dans un tribunal de guerre en mars 1931. Après la proclamation de la Seconde République espagnole il est amnistié et retourné en Espagne.
Aux élections de 1931, il est élu député de la circonscription de Barcelone au nom du Parti républicain fédéral gauche. Lors des élections de 1933 au parlement, il apparaît sur la liste du groupe fédéral démocratique républicain. Il conserve son siège. Il a collaboré dans le journal La Terre et publié deux histoires pour le roman prolétarien entre 1932 et 1933.
Lors du déclenchement de la guerre civile espagnole il rejoint les Milices populaires. Il commande le bataillon "Aigles de la Liberté", il fait partie des forces qui ont tenté en vain de prendre l'Alcázar de Tolède durant le Siège de l'Alcázar de Tolède. 
Il décède le 28 septembre 1936, dans un accident de voiture au cours de la retraite précipitée des troupes républicaines, après la prise de Tolède par les troupes de Franco.